# Дроздівська сільська рада (Гощанський район)
Дрозді́вська сільська́ ра́да — орган місцевого самоврядування в Гощанському районі Рівненської області. Адміністративний центр — село Дроздів.

## Загальні відомості
- Дроздівська сільська рада утворена 30 грудня 1993 року.
- Територія ради: 22,123 км²
- Населення ради: 1 134 особи (станом на 2001 рік)
- Територією ради протікає річка Горинь.

## Населені пункти
Сільській раді підпорядковані населені пункти:
- с. Дроздів
- с. Горбів
- с. Микулин

## Склад ради
Рада складається з 16 депутатів та голови.
- Голова ради: Котовець Валентина Семенівна
- Секретар ради: Клименко Валентина Андріївна

### Керівний склад попередніх скликань
| ПІБ                          | Основні відомості                                            | Дата обрання | Дата звільнення |
| ---------------------------- | ------------------------------------------------------------ | ------------ | --------------- |
| Котовець Валентина Семенівна | Сільський голова, 1961 року народження, член Народної партії | 26.03.2006   | 31.10.2010      |
| Котовець Валентина Семенівна | Сільський голова, 1960 року народження, позапартійна         | 31.10.2010   |                 |

Примітка: таблиця складена за даними сайту Верховної Ради України